# BRP Gener Tinangag
Le BRP Gener Tinangag (PG-903) est le troisième navire de la classe Acero de canonnières de patrouille de la marine philippine. Il a été mis en service lors du 125e anniversaire de la marine philippine, le 26 mai 2023,.
Il est nommé en l’honneur du caporal Gener Tinangag, PN (Marines), un membre du Corps des Marines des Philippines récipiendaire à titre posthume de la plus haute distinction militaire des Philippines pour courage, la Médaille de la bravoure des forces armées des Philippines.
Le soldat de première classe Tinangag était servant de fusil-mitrailleur au sein du peloton d’opérations spéciales (SOP) de l’équipe de débarquement du bataillon des Marines (MBLT)-5. Son unité a été parmi les premieres à intervenir lors de la bataille de Marawi, et le 9 juin 2017, le MBLT-5 a renforcé d’autres unités de Marines à proximité du pont Mapandi à Lilod Madaya, dans la ville de Marawi.
Le 1ère classe Tinangag et trois autres camarades ont été chargés d’évacuer les Marines morts et blessés. Lorsque ses compagnons sont partis faire une pause, il a décidé de continuer seul. Ses efforts ont porté leurs fruits lorsqu’il a réussi à sauver quatre Marines blessés. Il était en train de récupérer le corps d’un lieutenant tué lorsqu’il a été touché par des tirs de snipers et blessé par des fragments de grenade. Malgré ses blessures, il a réussi à se mettre en sécurité avec le corps du lieutenant, mais a succombé plus tard à ses blessures. Sa dépouille et celle de douze de ses camarades tués ont été rapatriées à Manille le 11 juin 2017.

## Historique
En 2019, la marine philippine a décidé l’acquisition d’une nouvelle classe de patrouilleurs côtiers (CPIC) capables d’être équipées de missiles et basées sur la conception israélienne classe Shaldag V pour remplacer les navires d’attaque rapide de classe Tomas Batillo qui ont été retirées du service,.
Un contrat a été signé entre le Ministère de la Défense nationale, Israel Shipyards Ltd. et le ministère de la Défense israélien le 9 février 2021, et l’avis de procéder a été publié le 27 avril 2021,.
L’utilisation de « PG » dans le numéro de coque indique que les bateaux sont classés comme des canonnières de patrouille, sur la base des normes de classification de dénomination de 2016 de la marine philippine.

## Conception
Cette classe de navires a été conçue pour transporter un canon mitrailleur Mk44 Bushmaster II monté à l’avant, sur la tourelle télécommandée Rafael Typhoon Mk 30-C, et deux mitrailleuses lourdes Browning M2HB de 12,7 mm (calibre .50) montées sur des tourelleaux télécommandés Rafael Mini Typhoon. 
C’est également l’un des rares navires de la classe à ne pas disposer lors de sa mise en service d’un lanceur de missiles Rafael Typhoon MLS-NLOS pour les missiles sol-sol Spike-NLOS, bien que le bateau ait été équipé pour ce lanceur de missiles. Il est prévu d’intégrer une telle arme à l’avenir.

## Engagements
Troisième bateau de la classe, le BRP Gener Tinangag (PG-903) est arrivé aux Philippines avec son sister-ship le BRP Domingo Deluana (PG-905) le 11 avril 2023, et a été baptisé le 8 mai 2023,.
Par la suite, les deux navires ont été mis en service au sein de la Force de combat littorale le 26 mai 2023, lors du 125e anniversaire de la marine philippine,,.
En août 2024, le BRP Gener Tinangag a été déployé à Tawi-Tawi, une des îles les plus méridionales du pays. Les voies navigables de Tawi-Tawi ayant été utilisées par des navires de guerre et des garde-côtes chinois pour des transits entre la première et la deuxième chaîne d’îles au cours des mois précédents, la marine philippine a renforcé sa présence en mer de Chine méridionale par le déploiement de quatre patrouilleurs et d’un nouveau bataillon de Marines axé sur les opérations littorales. Le commandement régional a également été réorganisé en une nouvelle force opérationnelle interarmées axée sur la défense territoriale. Les canonnières de patrouille de classe Acero et les navires de patrouille américains de classe Cyclone récemment livrés à la marine philippine sont apparus au détachement naval de la baie d'Ulugan dans l’ouest de Palawan, la principale base du service pour les opérations en mer de Chine méridionale. Il s’agit des BRP Gener Tinangag (PG-903), BRP Lolinato To-ong (PG-902), BRP Valentin Diaz (PS-177) et BRP Ladislao Diwa (PS-178). Les quatre navires ont été achetés dans le cadre du programme de modernisation des forces armées des Philippines ou donnés par les États-Unis.